# Żowte (rejon kamieński)
Żowte (ukr. Жовте) – wieś na Ukrainie, w obwodzie dniepropetrowskim, w rejonie kamieński, w hromadzie Pjatychatky. W 2001 roku liczyła 2315 mieszkańców. W 2025 roku liczyła 1797 mieszkańców.